# 腕海鞘屬
腕海鞘屬（学名：Pyura）是无柄海鞘腕海鞘科的一个大属，生活在深度可達80公尺的沿岸水域，為滤食性动物。某些物種，例如智利腕海鞘（Pyura chilensis）為漁業物種。

## 下属物种
本属包括以下物种：